# 東京都島嶼部

東京都島嶼部（有黑字標示者為小笠原諸島）

东京都岛屿部（日语：／ Tōkyō to Tōshobu */?）是指日本東京都管轄的離島，為東京都3大構成區塊之一（其餘為東京都區部與多摩地域），总面积400.91平方公里，包括伊豆诸岛和小笠原諸島，涵蓋範圍與日本地理上所稱的「南方諸島」相同。其分为四个支厅，分别为大岛支厅、八丈支厅、三宅支厅、小笠原支厅。
又稱「島部」或「伊豆、小笠原諸島」。由於「嶼」非日本常用漢字，因此有時也寫作「島しょ」。

## 概要
東京都分為本州部分（包含東京港內島嶼）的「東京地方」與南北綿延1200公里的「島嶼部」，前者「東京地方」又分為23特別區組成的東京都區部（23區）與多摩地域（市郡）。因此東京都都域可依此分為「23區、多摩、島嶼」三地域。
島嶼部往南500公里為北馬里亞納群島。南方諸島（狹義）與馬里亞納群島是太平洋與菲律賓海的分界。
在行政上分為大島支廳（大島町、利島村、新島村、神津島村）、三宅支廳（三宅村、御藏島村）、八丈支廳（八丈町、青島村、其他直轄地）、小笠原支廳（小笠原村）等4支廳2町7村。在江戶時代皆屬天領，由韮山代官所或島奉行管轄。1871年廢藩置縣後屬足柄縣，1876年改屬靜岡縣，但由於軍事上的重要性與伊豆群島的交流關係，1878年改為東京府直轄地。1896年郡制施行時未設郡，因此地址沒有郡名。
東京都議會的島嶼部全域屬島部選舉區（席次1），眾議院小選舉區則與品川區、大田區西北部共屬東京都第3區。車牌編號則為東京運輸支局直轄的「品川」號碼。

## 自治体
| No. | 旗 | 自治体名 |
| --- | -- | -------- |
| 01  |    | 大島町   |
| 02  |    | 利島村   |
| 03  |    | 新島村   |
| 04  |    | 神津島村 |
| 05  |    | 三宅村   |
| 06  |    | 御藏島村 |
| 07  |    | 八丈町   |
| 08  |    | 青島村   |
| 09  |    | 小笠原村 |

## 島嶼

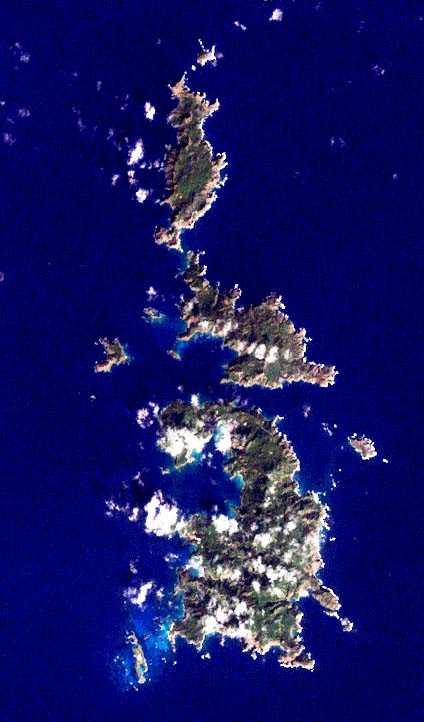
父島列島

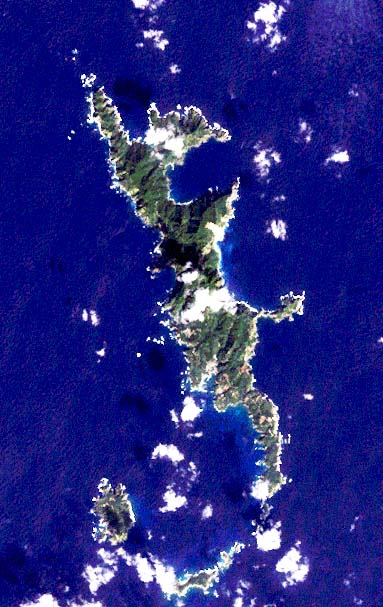
母島列島

### 伊豆諸島
- 伊豆七島（日语：伊豆七島） - 伊豆大島※1、利島 (日本)※1、新島※1、神津島※1、三宅島※1、御藏島※1、八丈島※1
- 七島近海的島嶼 - 式根島※1、青島※1 、鵜渡根島※3、地内島（日语：地内島）※3、早島（日语：早島 (東京都)）※3、大野原島※3、藺灘波島※3、八丈小島※3等
- 豆南諸島 - 巴荣纳列岩※3、須美壽島※3、鳥島※3、孀婦岩※3

### 小笠原諸島
- 小笠原群島
  - 父島列島 - 父島※1、兄島※3、弟島※3 等
  - 母島列島 - 母島※1、姊岛※3、妹岛※3 等
  - 聟島列島 - 聟島※3、嫁島（日语：嫁島）※3、媒島（日语：媒島）※3、北之島※3 等
- 西之島※3
- 火山列島 - 硫磺島※2、北硫磺島※3、南硫磺島※3
- 孤立島嶼 - 南鳥島※2、沖之鳥島※3

※1：有平民的有人島、
※2：無平民的有人島、
※3：無人島

## 稱呼
伊豆群島與小笠原群島組成的島嶼部在地理上、政治上有多種稱呼。

### 東京諸島
東京諸島（とうきょうしょとう）是由東京都外圍團體「東京諸島觀光連盟」積極使用的名詞。但由於觀光連盟的組織性質，此名詞主要僅涵蓋平民居住的11島。火山列島等並不包含在內。
過去稱「伊豆七島觀光連盟」，包含了伊豆七島嶼青島村、小笠原村。

### 南方諸島
南方諸島（なんぽうしょとう）依據小笠原返還協定、「南方連絡事務局設置法」、「小笠原諸島振興開發特別措置法」等法規規定，由小笠原群島、西之島、火山列島組成，但不包含小笠原群島的南鳥島、沖之鳥島。在包含此兩島時會使用「南方諸島及其他諸島」表現。
另外，日本水路協會將伊豆群島、小笠原群島合稱「南方諸島」。此時與「東京都島嶼部」、「東京諸島」同義。

## 外部連結
- tokyo-islands.com （页面存档备份，存于）